# Crystal Castles (2010)
Crystal Castles, beter bekend als Crystal Castles II is het tweede album van Crystal Castles, een elektronisch duo uit Toronto. Het album kwam uit op 24 mei 2010 op het platenlabel Fiction Records. Het album zou eerst pas op 7 juni 2010 verschijnen, maar omdat het album op het internet gelekt werd is deze datum vervroegd en kwam er op 23 april reeds een downloadversie uit.  

## Lijst van nummers
| Nr. | Titel              | Duur |
| --- | ------------------ | ---- |
| 1.  | Fainting Spells    | 2:44 |
| 2.  | Celestica          | 3:48 |
| 3.  | Doe Deer           | 1:38 |
| 4.  | Baptism            | 4:13 |
| 5.  | Year of Silence    | 4:54 |
| 6.  | Empathy            | 4:11 |
| 7.  | Suffocation        | 4:02 |
| 8.  | Violent Dreams     | 4:35 |
| 9.  | Vietnam            | 5:08 |
| 10. | Birds              | 2:31 |
| 11. | Pap Smear          | 3:43 |
| 12. | Not in Love        | 3:33 |
| 13. | Intimate           | 4:45 |
| 14. | I Am Made of Chalk | 3:09 |